# اصغرآباد (گرمه)
اصغرآباد روستایی در دهستان بالا دشت بخش مرکزی شهرستان گرمه استان خراسان شمالی ایران است.

## جمعیت
بر پایه سرشماری عمومی نفوس و مسکن در سال ۱۳۹۵ جمعیت این مکان ۱۰۲ نفر (۳۲خانوار) بوده‌است.